# Тома (сыр)
Тома (итал. Toma), или Тома Пьемонтезе (итал. Toma Piemontese) — итальянский мягкий или полутвердый сыр из коровьего молока, производимый в регионе Пьемонт и Валле-д’Аоста. Название Toma Piemontese DOP закреплено за сырами, которые производятся в районах региона Пьемонт — Новара, Верчелли, Биелла, Турин, Кунео, Вербания и Вербано-Кузио-Оссола, и других городах в провинции Алессандрия и Асти.

## История
Тома имеет давнюю историю, его производство в Пьемонте известно по меньшей мере с XI века. Считался пищей крестьян из-за весьма острого и соленого вкуса. В 1993 году сыр получил статус DOP итал. Denominazione di origine protetta, в 1996 году категорию Евросоюза PDO англ. Protected Designation of Origin.

## Технология производства
Молоко для сыра берут за два доения, если молоко сепарируют, то готовят сыр с пониженным уровнем жирности 20 %, если используют цельное молоко, готовят сыр с «нормальным» уровнем жирности 40 %. Срок созревания сыров категории DOP — 20 — 45 суток. В процессе созревания сыры регулярно промывают в солевом растворе и переворачивают. Созревание традиционно происходит в пещерах или отдельных помещениях с влажностью 85 % при температуре не меньше 13 °C.

## Характеристика
Аромат, вкус, цвет и текстура отличается в зависимости от того, вырабатывается сыр из цельного жирного молока — Toma Tenera, или из сепарированного нежирного молока — Toma Semidura или Toma Semigrassa. В первом случае сыр — соломенно-желтый с равномерно распределенными «глазками», сладким, приятным вкусом и нежным ароматом. Кожица эластичная, гладкая и имеет цвет от соломенно-желтого до красновато-коричневого. Если сыр из обезжиренного молока, он имеет морщинистую, неэластичную кожуру, соломенно-белый цвет, «глазки» очень маленькие или отсутствуют, аромат интенсивный.

## Употребление
Как самостоятельное блюдо. Тома из обезжиренного молока лучше всего сочетается с хлебом, джемом, медом, орехами. Насыщенные красные вина, такие как Дольчетто, Карема и Бароло, хорошо сочетаются с выдержанным Томой, а легкие белые вина с молодым Томой. Тому используют при приготовлении различных блюд, например запекают с картофелем, добавляют в фондю, ньокки, ризотто, пасту.